# Livgarde

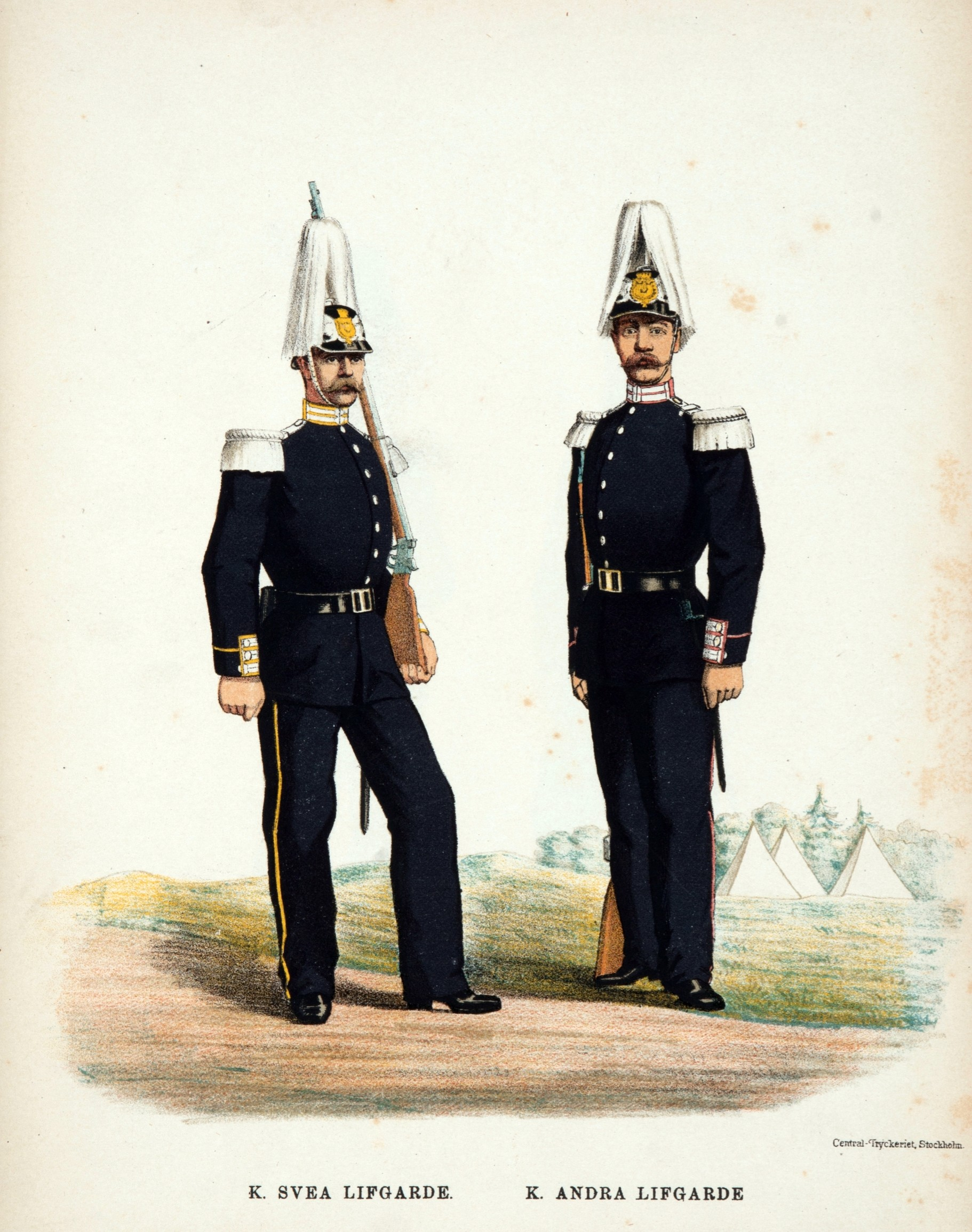
Soldater från Svea livgarde och Göta livgarde, sent 1800-tal.

Livgarde är ett militärt garde eller truppförband som från historisk tid haft som uppgift att skydda en furstlig person. Tidigare förekom i Norden hirder, som var en härskares personliga skara krigare. I modern tid förekommer livgarden både i monarkier och republiker. De har då högvakts-, representations- och paraduppgifter, vid sidan om sina vanliga militära eller polisiära uppgifter.

## Historik
Ordet kommer av franska garde, skydd, och betecknade ursprungligen en furstes livvakt, senare även vissa elitförband  inom en armé. Förebilder för garde finns till exempel i Alexander den stores makedoniska livvakt, romerske kejsarens pretorianer samt mamluker och  janitscharer. I Sverige hade Gustav Vasa från 1523 ett garde, Kungliga Drabantkåren.
Namnet garde dyker först upp í Frankrike på 1400-talet med "garde du corps” till häst och schweizergardet till fots. Vid uppsättande av de stående härarna på 1600-talet organiserade nästan alla furstar gardestrupper av jämförelsevis ringa storlek till personligt skydd. Småningom växte deras styrka och de blev då elittrupper och krigshärens kärntrupp. I Frankrike hade under revolutionen efter hand bildats nya sådana trupper av flera regementen och olika truppslag, vilka omhuldades av Napoleon och  fick stora förmåner. De utgjorde det så kallade "gamla gardet". Dessutom organiserades från 1806 nya gardestrupper, det så kallade "unga gardet".
Under andra världskriget  fick i Sovjetunionen vissa elitförband benämningen garde och garden finns fortfarande i flera länder. Det nuvarande franska republikanska gardet är en gendarmeritrupp. 

## Livgarder

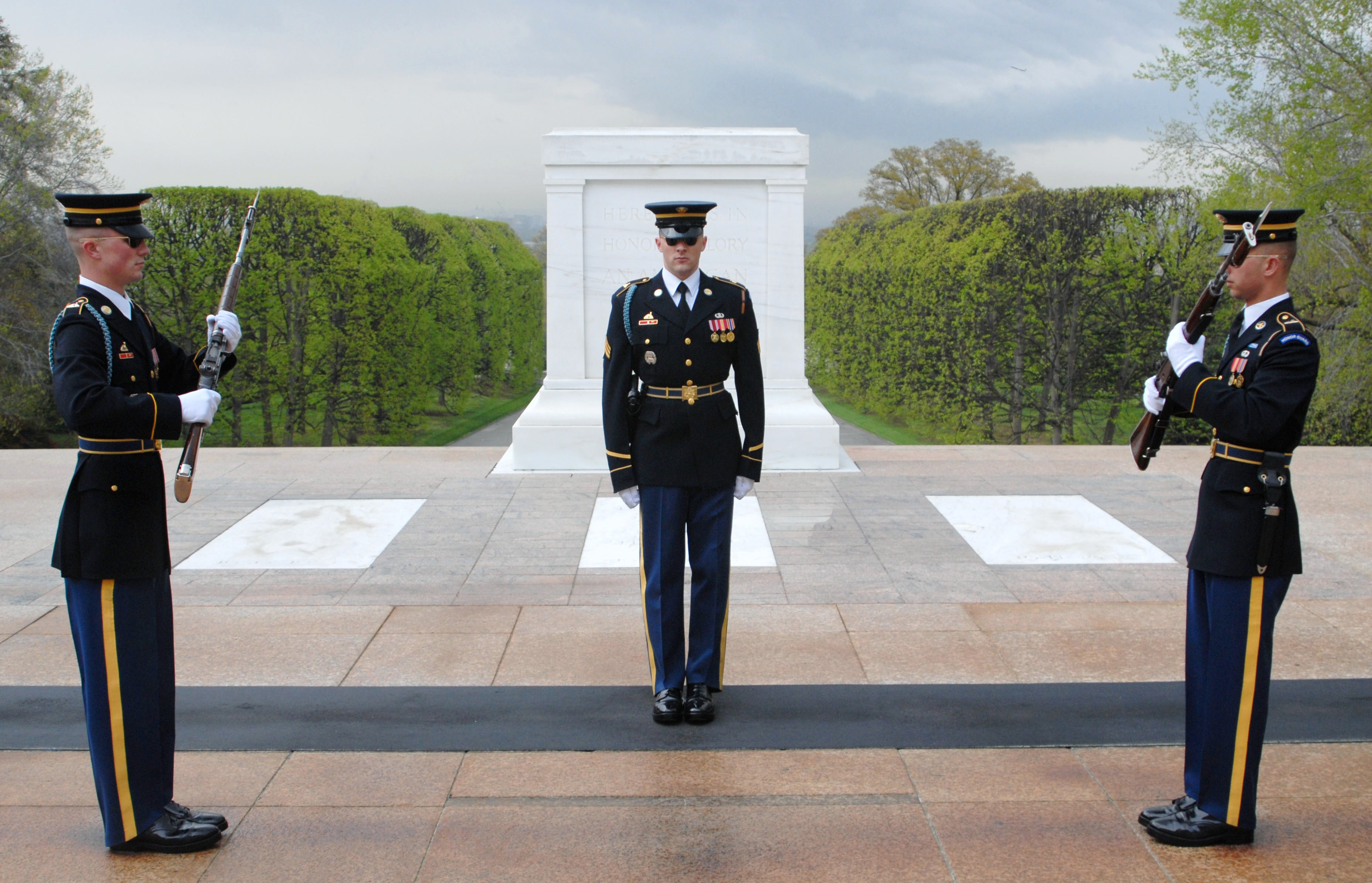
Soldater från 3rd US Infantry Regiment vaktande den okända soldatens grav på Arlingtonkyrkogården.

Australien
- Australia's Federation Guard

 Belgien
- L'Escorte Royale à cheval (tillhör den belgiska federala polisen, Police fédérale/Federale Politie)

 Danmark
- Den Kongelige Livgarde

 Estland
- Vahipataljon

 Finland
- Gardesjägarregementet (finska: Kaartin jääkärirykmentti)

 Frankrike
- Garde Républicaine (tillhör det franska gendarmeriet)
- Maison Militaire du Roi, den franske konungens liv- och hustrupper

 Indien
- Brigade of the Guards

 Italien
- Reggimento Corazzieri (tillhör de italienska karabinjärerna)

 Kanada
- Governor General's Foot Guards (under kanadensiska armén)
- Canadian Grenadier Guards (under kanadensiska armén)
- Kanadensiska kungliga ridande polisen (vissa ceremoniella uppgifter)

 Monaco
- Compagnie des Carabiniers du Prince

 Nederländerna
- Garderegiment Grenadiers & Jagers
- Garderegiment Fuseliers Prinses Irene
- Koninklijke Marechaussee, gendarmeri (högvaktstjänst och objektsbevakning av det kungliga slottet, se: Polisen i Nederländerna)

 Norge
- Hans Majestet Kongens Garde

 Ryssland
- Presidentens regemente (ryska: Президентский полк, Prezidentskiy polk)

 Spanien
- Guardia Real

 Storbritannien
- Hustrupper

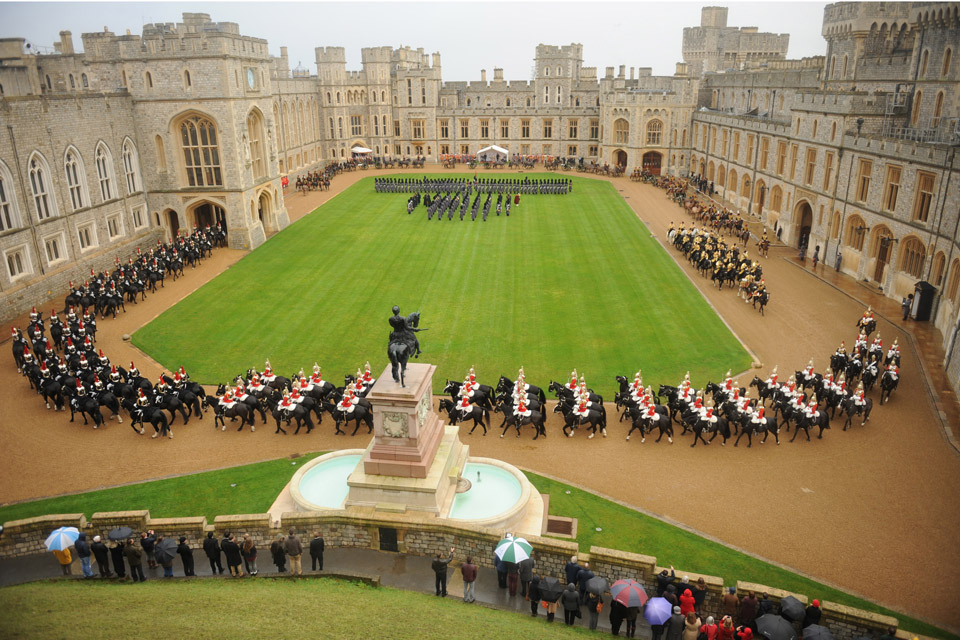
Uppställd hedersvakt från gardesregementena och Household Cavalry till häst på Windsor Castle i samband med statsbesöket av Kuwaits emir Sabah al-Ahmad al-Jabir as-Sabah under 2012.

  - The Honourable Corps of Gentlemen at Arms, den brittiska livdrabantkåren
  - The Queen's Body Guard of the Yeomen of the Guard, den brittiska hovdrabantkåren
  - The Royal Company of Archers, The Queen's Body Guard for Scotland, den skotska livdrabantkåren i Edinburgh
- Livgarden: Household Division[2]
  - Kavalleri (stallar i Londons innerstad: Knightsbridge Barracks)
    - The Life Guards, gardeskavalleriregemente
    - The Blues & Royals, gardeskavalleriregemente
    - Household Cavalry Mounted Regiment (beriden gardesbataljon för högvakts- och paradtjänst, bildat av en skvadron från vardera gardeskavalleriregemente)

  - Infanteri (baracker i Londons innerstad: Wellington Barracks)
    - The Grenadier Guards, Grenadjärgardet (vit fjäderplym på mössans vänstra sida)
    - The Coldstream Guards, Coldstreamgardet (röd fjäderplym på mössans högra sida)
    - The Scots Guards, skotska gardet (ingen fjäderplym)
    - The Irish Guards, irländska gardet (blå fjäderplym på mössans högra sida)
    - The Welsh Guards, walesiska gardet (vit och grön fjäderplym på mössans vänstra sida)

 Sverige
- Kungl. Maj:ts Liv- och Hustrupper: nuvarande gardesförband
  - LG – Livgardet
  - K 3 – Livregementets husarer
- Kungl. Maj:ts Liv- och Hustrupper: tidigare gardesförband
  - I 1 – Svea livgarde (1521–2000)
  - I 2 – Göta livgarde (1809–1939)
  - I 3 – Livregementets grenadjärer (1815–2000)
  - I 4 – Livgrenadjärregementet (1928–1997)
    - I 4 – Första livgrenadjärregementet (1816–1927)
    - I 5 – Andra livgrenadjärregementet (1816–1927)

  - K 1 – Livgardets dragoner (1975–2000)
    - K 1 – Livgardesskvadronen (1949–1974)
      - K 1 – Livregementet till häst (1927–1949)
        - K 1 – Livgardet till häst (1770–1927)

  - K 2 – Livregementets dragoner (1815–1927)
  - P 1 – Göta livgarde (1944–1980)

 Tjeckien
- Hradní stráže

 Tyskland
- Wachbataillon

 USA
- 3rd US Infantry Regiment

 Vatikanstaten
- Schweizergardet

 Österrike
- Gardebataillon